# FC Groningen
Football Club Groningen ali preprosto Groningen je nizozemski nogometni klub iz Groningena. Klub je bil ustanovljen 16. junija 1971 iz predhodnika GVAV-a in trenutno igra v Eredivisie, 1. nizozemski nogometni ligi.
Najboljši rezultat Groningena v Eredivisie sta dve tretji mesti (1991 in 2006). Dosegel pa je tudi 1 KNVB pokal v sezoni 2014/15. V letih 1974 in 1998, je bil relegiran v drugo nizozemsko ligo. V evropskih tekmovanjih je bil devetkrat v kvalifikacijah za Evropsko ligo. Najuspešnejša sezona je bila sezona 2015/16, ko se mu je uspelo prebiti v skupinski del tekmovanja. Tu je igral z Brago, Marseillom in  Slovan Liberecom, kjer pa je končal kot četrti z dvema remijema in štirimi porazi. Trikrat pa je igral tudi v Pokalu Intertoto, kjer pa je vselej končal v skupinskem delu. V sezoni 1989/90 je tekmoval tudi v pokalu pokalnih zmagovalcev, kjer je v prvem kolu premagal danski Ikast (sedanji Midtjylland), a nato v osmini finala izgubil proti srbskemu Partizanu.
Domači stadion Groningena je bil med leti 1971 in 2005 Oosterpark. od leta 2006 do danes pa je njegov stadion Euroborg, ki sprejme 22.579 gledalcev. Barvi dresov sta bela in zelena. Nadimka nogometašev Groningena sta Ponos Severa in Zeleno-bela Vojska.
Za Groningen sta igrala tudi slovenska nogometaša, Andraž Kirm in Tim Matavž.